# Wenner-Gren Center
Wenner-Gren Center is een wolkenkrabber in de Zweedse stad Stockholm. Het gebouw staat in de wijk Vasastaden van stadsdeel Norrmalm. Het gebouw heeft een hoogte van 74 meter (82,4 meter boven de zeespiegel) en de antennes staan op 76 meter. In totaal zijn er 25 verdiepingen.
Het idee voor dit gebouw was van de hand van Zweeds biochemicus en Nobelprijswinnaar Hugo Theorell. Hij wilde een internationaal centrum voor in Stockholm verblijvende wetenschappers realiseren en haalde zakenman Axel Wenner-Gren in 2005 over om gelijk 8 miljoen Kronen (omgerekend ongeveer 11 miljoen euro) te doneren. De Zweedse regering ondersteunde het plan en stelde gratis een stuk grond ter beschikking dat dicht bij het vliegveld lag.
Het gebouw werd ontworpen door Sune Lindström en Alf Bydén en de bouw vond plaats van 1959 tot 1961. In januari 1962 ging het gebouw open. Het complex bestaat uit drie gedeelten met de namen Helicon, Pylon en Tetragon. Pylon is de hoge toren. Helicon is een gebouw in de vorm van een half ronde cirkel om de toren dat is ontworpen door Malene Bjorn en Tetragon is een kubusvormige ruimte naast de toren.
In Helicon wonen wetenschappers die bij instituten bij Stockholm werken en is in eigendom van Wenner-Gren Foundations. De rest van het gebouw wordt verhuurd waarvan een gedeelte meestal door wetenschappelijke organisaties.

## Foto's

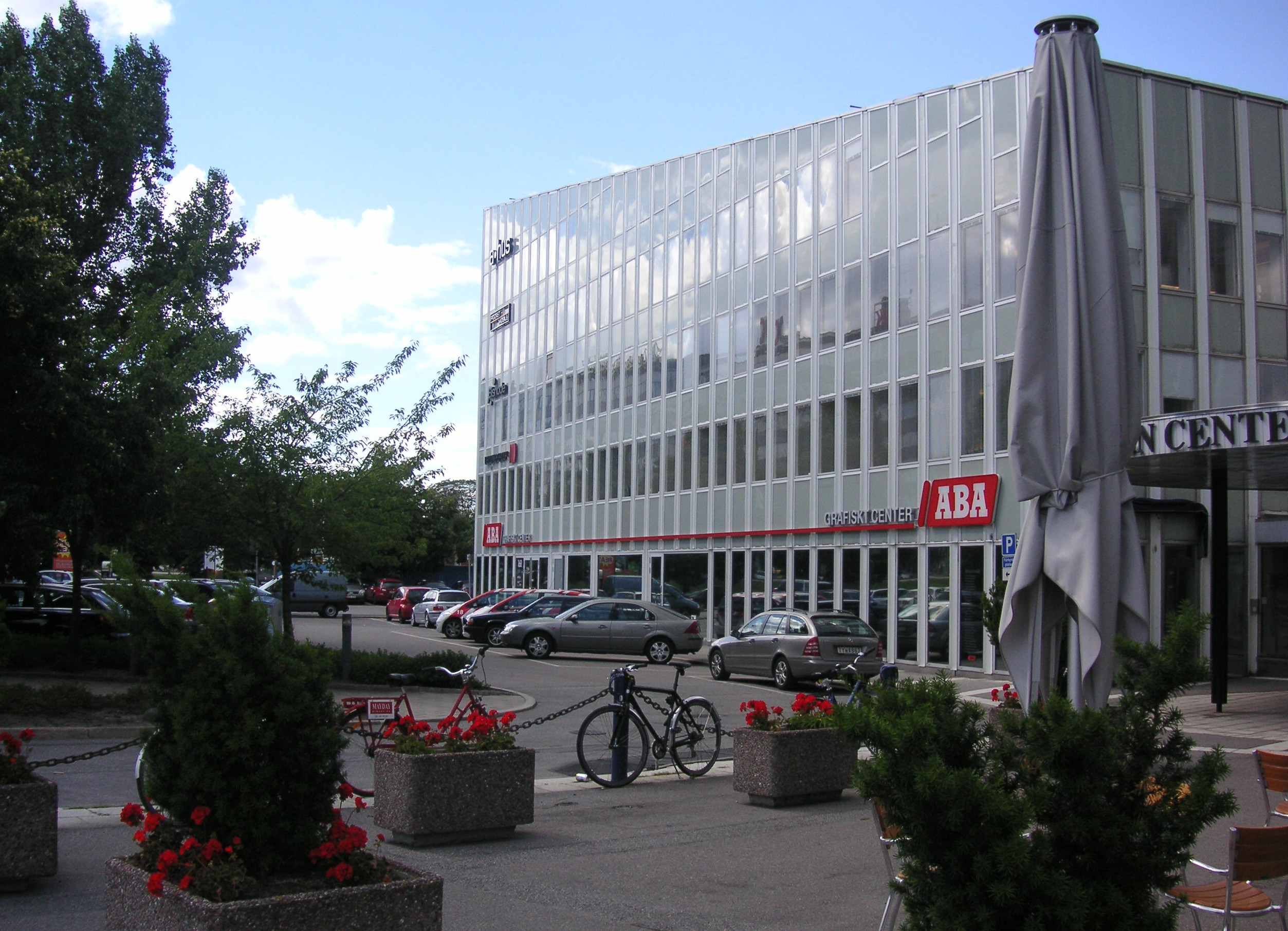
Tetragon
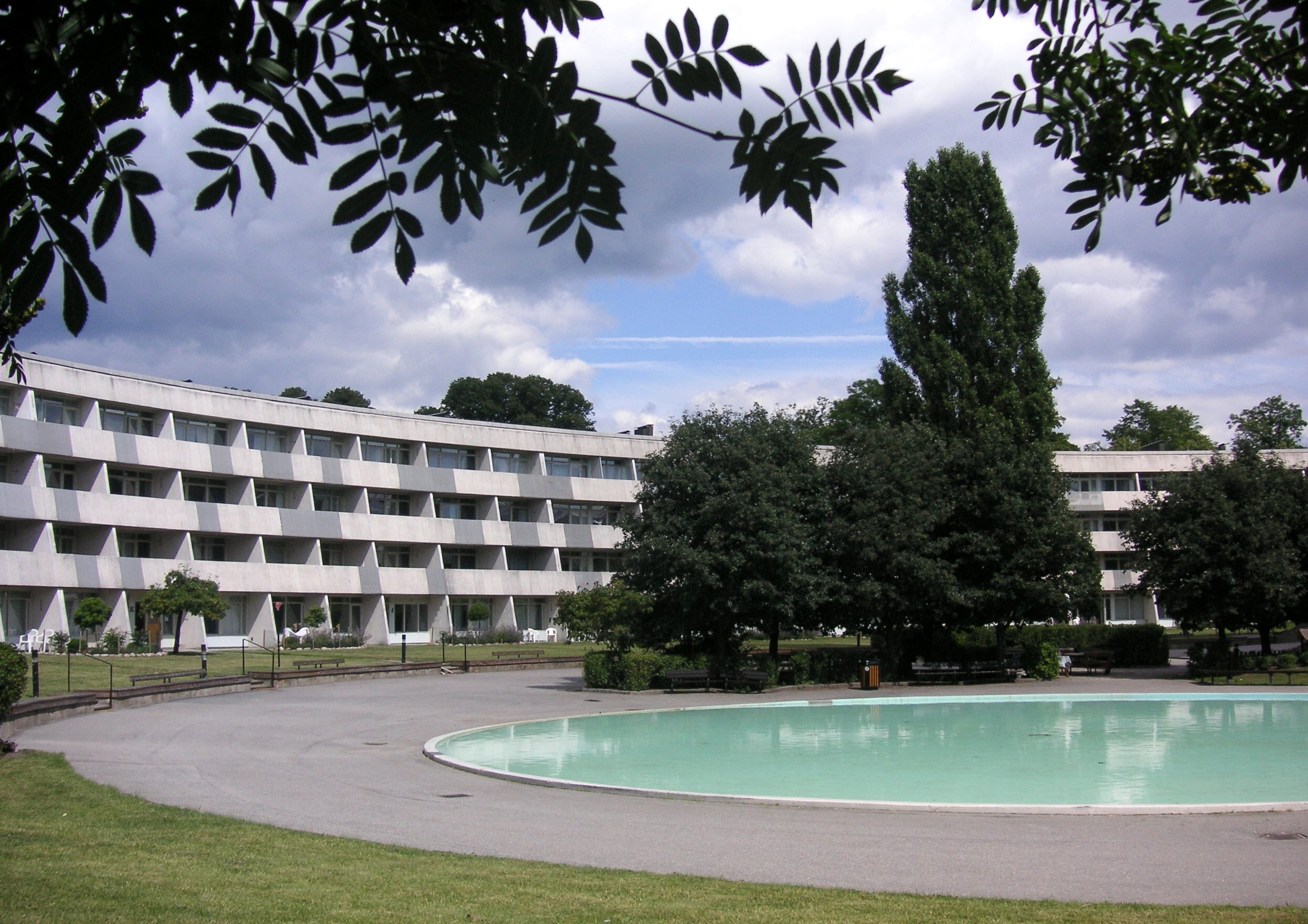
Helicon
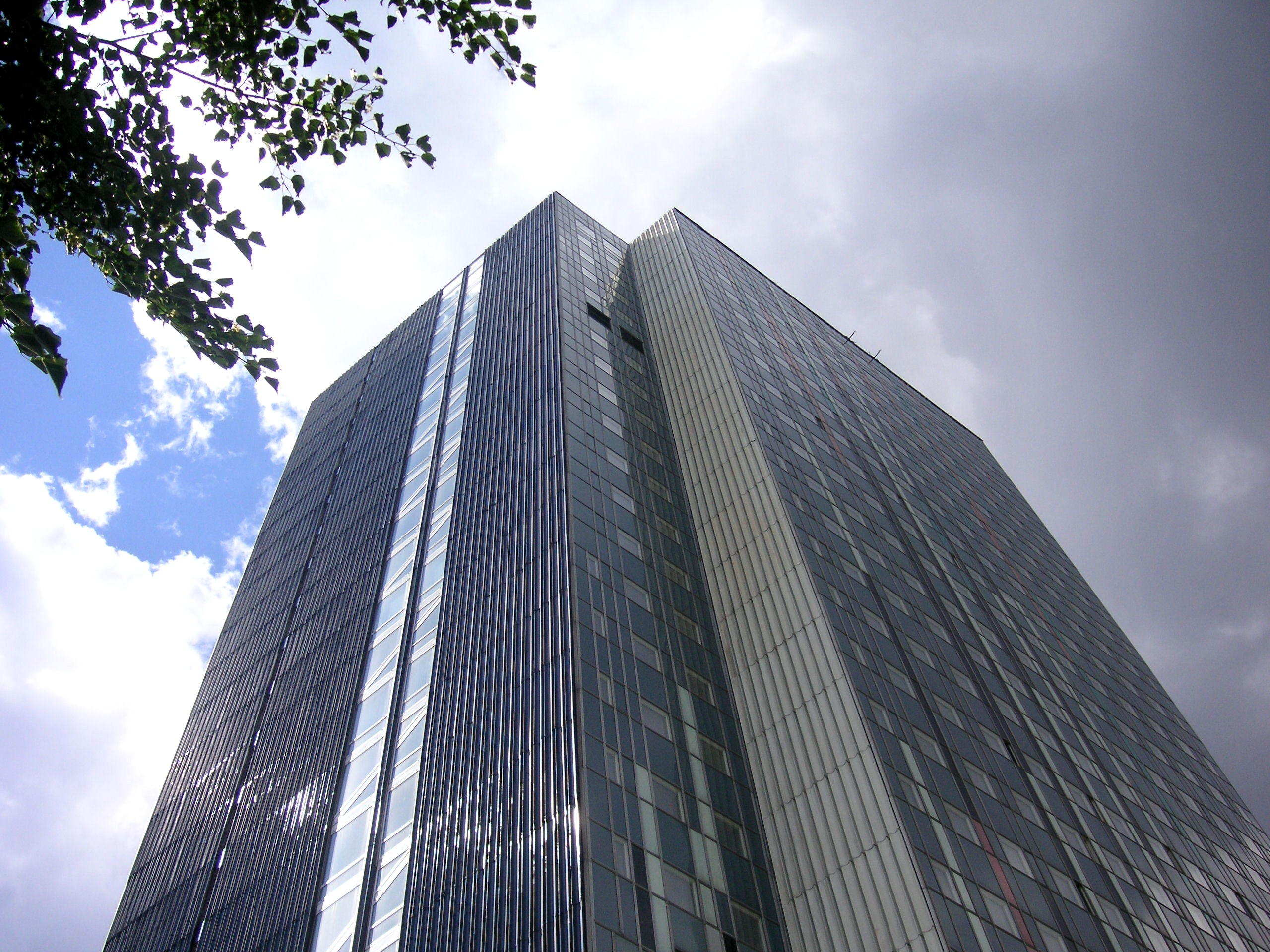
Pylon
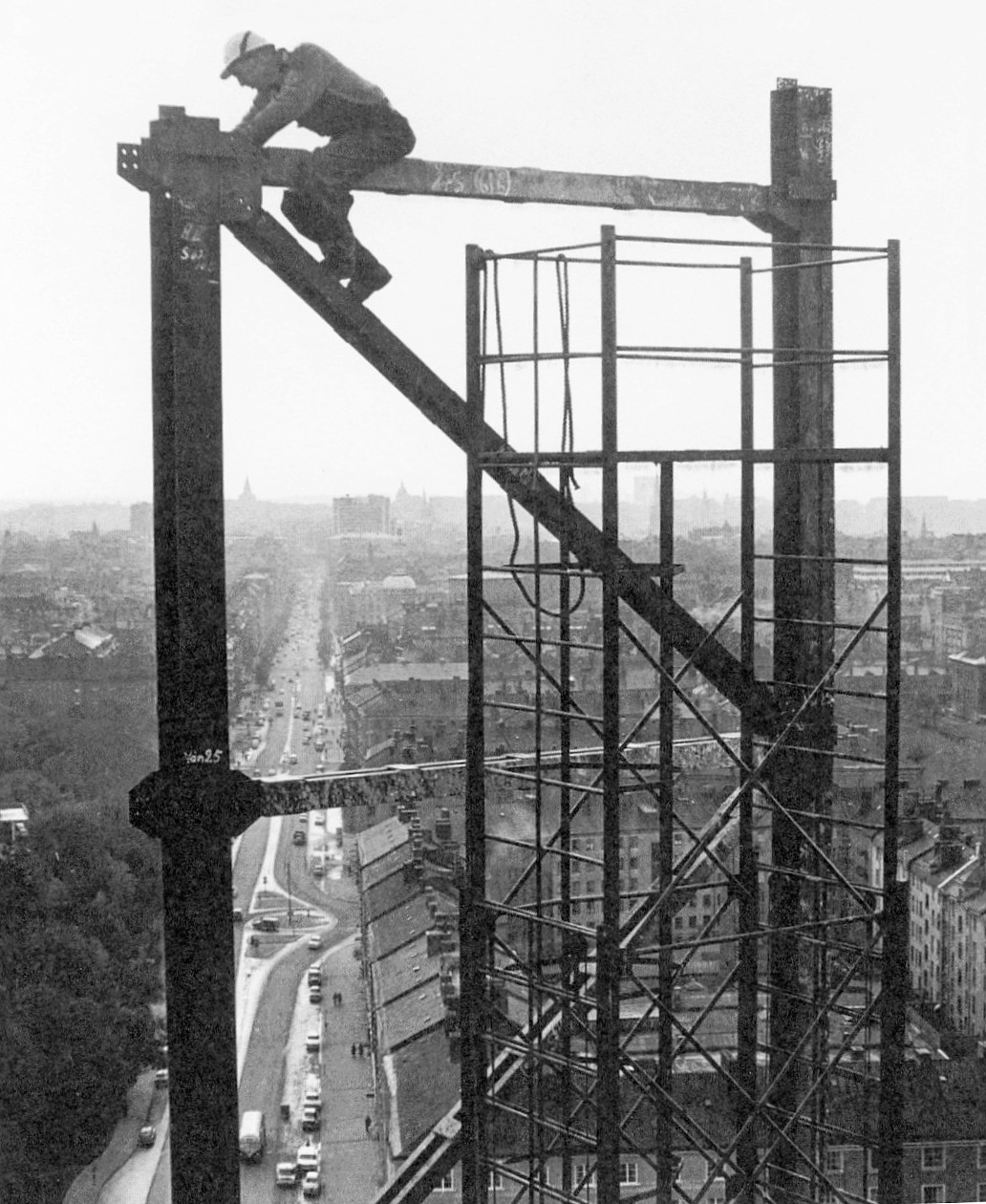
Bouw in 1959
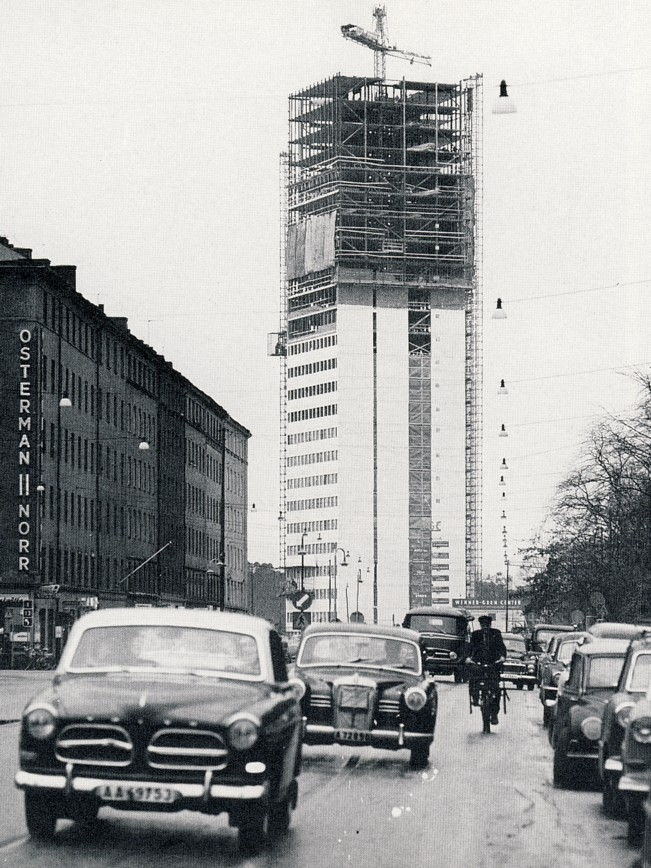
Bouw in 1960
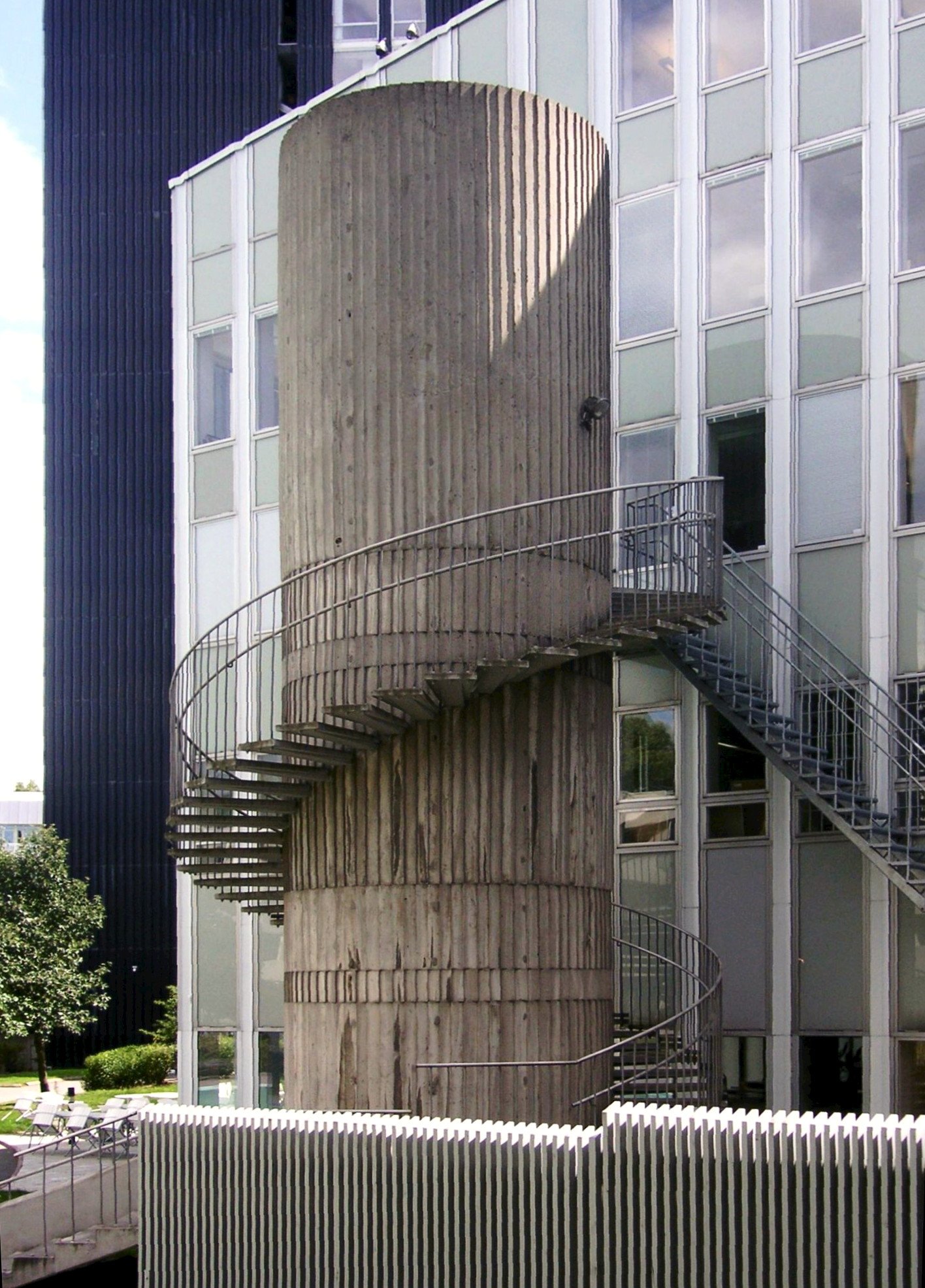
Trappen
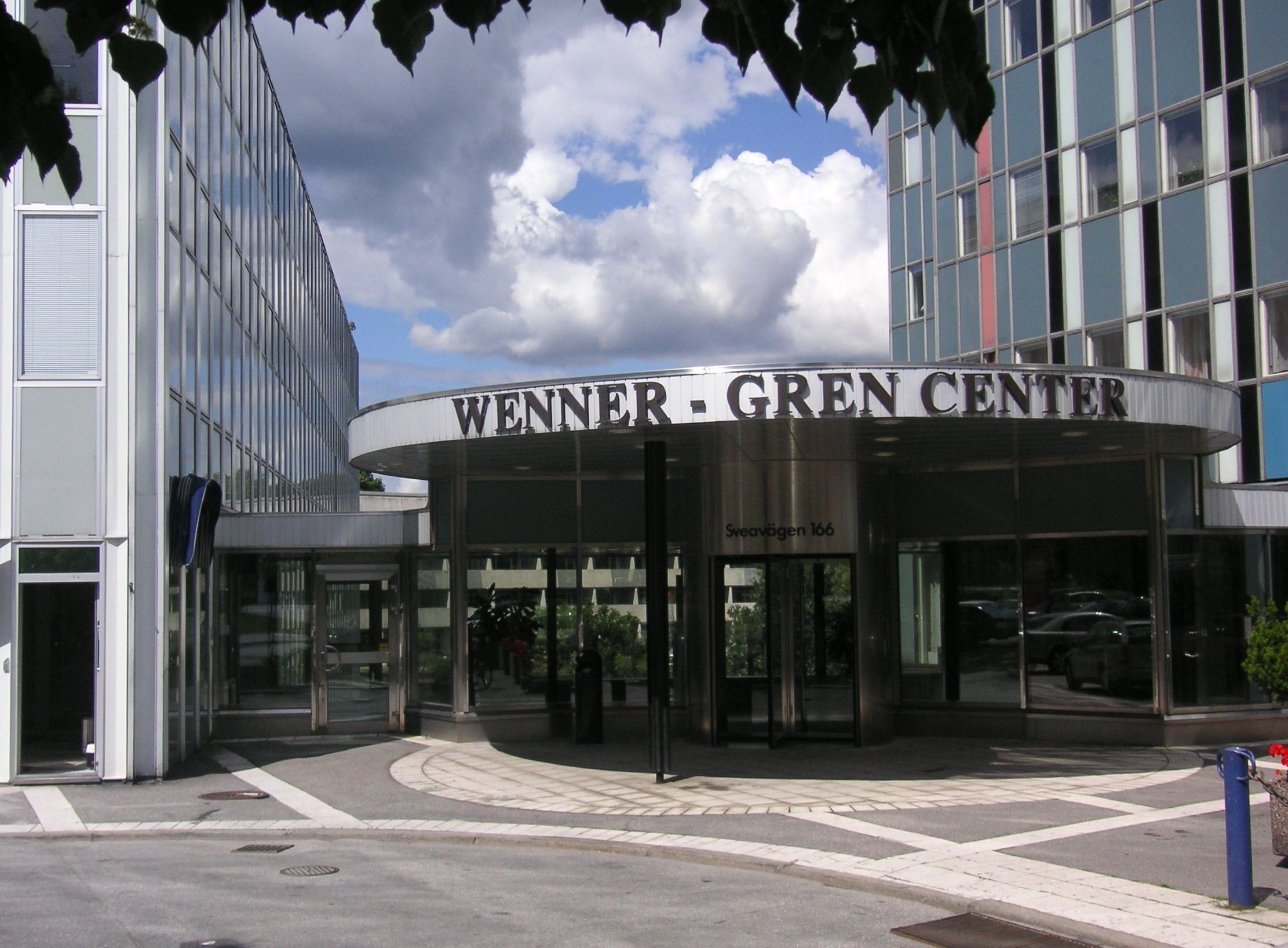
Hoofdingang